# (316) Goberta
(316) Goberta – planetoida z pasa głównego asteroid.

## Odkrycie
Została odkryta 8 września 1891 roku w Observatoire de Nice w Nicei przez Auguste Charloisa. Pochodzenie nazwy planetoidy nie jest znane.

## Orbita
(316) Goberta okrąża Słońce w ciągu 5 lat i 236 dni w średniej odległości 3,17 j.a. Planetoida należy do rodziny Themis.